# Полтавське (Казахстан)
Полта́вське (каз. Полтавское) — село у складі Єгіндикольського району Акмолинської області Казахстану. Адміністративний центр Алакольського сільського округу.
Населення — 316 осіб (2021; 416 у 2009, 509 у 1999, 742 у 1989).
Національний склад станом на 1989 рік:
- росіяни — 29 %;
- казахи — 27 %.